# Out Of Orbit -Triple ZERO-
《Out Of Orbit 〜Triple ZERO〜》是T.M.Revolution在2002年2月20日发行的第16张单曲。销售方为Antinous Records。

## 概要
- 与前作《BOARDING》时隔一年的单曲，从这张单曲开始，制片人从浅仓大介变成了西川贵教(但是浅仓仍负责次作及以后的作曲、编曲)。另外也是自从《HEAT CAPACITY》(2000年)以来的非合作曲。
- 自前作以来销售量开始降低，也是自第二张单曲《臍淑女 -ヴィーナス-》以来，累计销售量低于10万张。
- 官方的标语是“时隔1年的新单曲！！王道的T.M.Revolution Number堂堂正正地发行！”

## 收录曲目
1. Out Of Orbit 〜Triple ZERO〜
作詞：井上秋緒　作曲・編曲：浅倉大介
  - 曲名的“Out Of Orbit”，在英语中有“偏离轨道”的意思。
2. Juggling
作詞：井上秋緒　作曲・編曲：浅倉大介
3. LIGHT MY FIRE〜private mix
作詞：西川貴教　作曲・編曲：浅倉大介

## 收录专辑
原创专辑
- 《progress》（#3的原曲）
- 《coordinate》（#1、#2）
  - #1作为“phase shift mix”版、#2作为“acoustic GTR "turbo" starter”版被收录。

精选集
- 《B★E★S★T》（#1）
- 《The Complete Single Collection of T.M.Revolution 1000000000000 -billion-》（#1）

自翻专辑
- 《UNDER:COVER 2》（#1）
  - 重新编曲版，编曲为SHINGO（Agitato成员）、Satoru Suzuki(鈴木 覚)